# Giovanna Tonello
Giovanna Hermes Tonello (Porto Alegre, 24 de fevereiro de 1997), mais conhecida como Giovanna Tonello, ou ainda, Gio Tonello é reconhecida por ser é uma influenciadora digital,  designer, professora, empresária, youtuber.

## Biografia e carreira
Giovanna Tonello é natural de Porto Alegre mas foi criada na comunidade de Canoas, no estado do Rio Grande do Sul. , região metropolitana de Porto Alegre. Canoas está entre as cidades mais violentas do país.
Sempre teve uma inclinação por Design Gráfico. Por conta disso, ingressou na Universidade Federal do Rio Grande do Sul (UFRGS) para cursar design visual.
No ano de 2020 ganhou o Prêmio Nacional Bornancini de Design na categoria de design para aplicativos. Também foi finalista em uma das maiores competições de design da Europa, sendo a sua equipe a 1ª brasileira da história na final do evento europeu que ocorreu na Alemanha. Em 2022 palestrou no Conedi, um dos maiores eventos de empreendedorismo do país, ao lado de personalidades como Caito Maia.
Tendo trabalhado em empresas como Apple, largou tudo em 2021 se dedica a ensinar design em seus treinamentos

## Filmografia

### Internet
| Ano           | Título           | Papel     | Notas   |
| ------------- | ---------------- | --------- | ------- |
| 2021–presente | Giovanna Tonello | Ela mesma | YouTube |